# 太刀岡山
太刀岡山（たちおかやま）は、山梨県甲府市草鹿沢町と甲斐市下芦沢にある山。山梨百名山および甲府名山のひとつ。標高は1,295m。
奥秩父山地の南（西）部にあり、西には清川渓谷が、南東には御岳昇仙峡が位置する。成因は黒富士火山群に属する溶岩ドーム（三村弘二による）、あるいは溶岩流が浸食により隔離されたものであるともいわれる。山体西側にはデイサイトが風化作用により岩脈の硬質部分だけが鋏上状に残った岩石があり、鋏岩（はさみいわ）と呼ばれる。
頂上から富士山や南アルプスの山々が一望でき、草鹿沢地区からの登山道が設けられている。南面の岩壁には石祠があるが、ロッククライミングのゲレンデとして利用されている。麓には牧場や平見城畜産団地がある
山名の由来は刀剣が出土することからであるともいわれ、日本武尊が東国征討からの太刀をこの地に置いて行った、あるいは聖徳太子が物部守屋と戦った千であるとする伝説があり、刀剣と山岳信仰が結びついて成立したものであると考えられている。『甲斐国志』では「建岡山」とも記されている。

## 隣接する山
- 越道峠